# Okres Nowy Dwór Gdański

Administrativní dělení okresu (gminy)

Okres Nowy Dwór Gdański (polsky Powiat nowodworski) je okres v polském Pomořském vojvodství. Rozlohu má 671,53 km² a v roce 2023 zde žilo 33 740 obyvatel. Sídlem správy okresu je město Nowy Dwór Gdański.

## Gminy
Městská:
- Krynica Morska

Městsko-vesnická:
- Nowy Dwór Gdański

Vesnické:
- Ostaszewo
- Stegna
- Sztutowo

## Města
- Krynica Morska
- Nowy Dwór Gdański

## Sousední okresy
| Růžice kompasu | Gdaňsk (město) |                         | Braniewo         | Růžice kompasu |
| Růžice kompasu | Gdaňsk         | Sever                   | Braniewo, Elbląg | Růžice kompasu |
| Růžice kompasu | Gdaňsk         | Okres Nowy Dwór Gdański | Braniewo, Elbląg | Růžice kompasu |
| Růžice kompasu | Gdaňsk         | Jih                     | Braniewo, Elbląg | Růžice kompasu |
| Růžice kompasu | Tczew          | Malbork                 | Elbląg           | Růžice kompasu |